# Marcq-en-Ostrevent
Marcq-en-Ostrevent (ndl.: „Marke“) ist eine französische Gemeinde mit 751 Einwohnern (Stand: 1. Januar 2022) im Département Nord in der Region Hauts-de-France. Die Bewohner werden Marcquois und Marcquoises genannt.

## Geographie
Marcq-en-Ostrevent liegt etwa 13 Kilometer nördlich von Cambrai und 16 Kilometer südöstlich von Douai. Die Nachbargemeinden von Marcq-en-Ostrevent sind Émerchicourt im Norden, Marquette-en-Ostrevant im Osten, Wasnes-au-Bac im Südosten,  Féchain im Südwesten, Fressain im Westen sowie Monchecourt im Nordwesten. Die Gemeinde ist über die D132 mit Villers-au-Tertre und Wavrechain-sous-Faulx sowie über die D150 mit Auberchicourt verbunden.

## Geschichte
Im Jahr 1117 wurde der Ort als „Marca“ erstmals genannt.
1793 hieß der Ort noch Marq. 1801 folgte dann die Umbenennung in den heutigen Ortsnamen. Seit dem gleichen Jahr gehört er auch zum Kanton Arleux, vorher gehörte er zum Kanton Lewarde.

## Bevölkerungsentwicklung
Die ersten Aufzeichnungen der Bevölkerungsdaten stammen aus dem Jahr 1793. Damals lebten in der Gemeinde, welche noch Marq hieß, 318 Menschen. In den darauf folgenden Jahren stieg die Einwohnerzahl stetig auf knapp über 500 Personen an und blieb seit Mitte des 19. Jahrhunderts bis auf kleinere Schwankungen stabil. Derzeit (1. Januar 2022) bewohnen 751 Personen diese Gemeinde.
| Jahr                       | 1962 | 1968 | 1975 | 1982 | 1990 | 1999 | 2010 | 2020 |
| Einwohner                  | 849  | 746  | 711  | 598  | 624  | 589  | 693  | 734  |
| Quellen: Cassini und INSEE |      |      |      |      |      |      |      |      |

## Sehenswürdigkeiten
- Kirche Saint-Sulpice
- Kapelle Saint-Roch
- Kapelle Notre-Dame-de-Lourdes
- Kapelle des Calvaires
- Kapelle Notre-Dame-de-Bonsecours